# 1964年夏季残疾人奥林匹克运动会西德代表团
1964年夏季残疾人奥林匹克运动会西德代表团是西德派出的1964年夏季残疾人奥林匹克运动会代表团。获得5枚金牌、2枚银牌和5枚铜牌。